# 迪爾菲爾德鎮區 (新澤西州)
迪爾菲爾德鎮區（英語：Deerfield Township）是位於美國新澤西州坎伯蘭縣的一個鎮區。

## 地方資料
迪爾菲爾德鎮區的面積為43.72平方千米，當中陸地面積為43.62平方千米，而水域面積為0.10平方千米。根據2020年美國人口普查的數據，當地共有人口3136人，而人口密度為每平方千米71.73人。